# Maslandapur
Maslandapur é uma vila no distrito de North 24 Parganas, no estado indiano de Bengala Ocidental.

## Demografia
Segundo o censo de 2001, Maslandapur tinha uma população de 9507 habitantes. Os indivíduos do sexo masculino constituem 51% da população e os do sexo feminino 49%. Maslandapur tem uma taxa de literacia de 78%, superior à média nacional de 59,5%: a literacia no sexo masculino é de 84% e no sexo feminino é de 72%. Em Maslandapur, 9% da população está abaixo dos 6 anos de idade.